# سلسلة جبال باباروا
سلسلة جبال باباروا هي سلسلة جبال في إقليم الساحل الغربي للجزيرة الجنوبية لنيوزيلندا. كانت أول أرض لنيوزيلندا يراها أحد الأوروبيين؛ أبل تاسمان في عام 1642. يتمتع جزء من النطاق بأعلى حماية في البلاد كمنتزه وطني؛ تم إنشاء حديقة باباروا الوطنية في عام 1987. وداخل تلك الحديقة، وقعت كارثة كهف كريك في عام 1995.